# Vacognes-Neuilly
Vacognes-Neuilly ist eine französische Gemeinde mit 680 Einwohnern (Stand: 1. Januar 2022) im Département Calvados in der Region Normandie. Sie gehört zum Arrondissement Caen und zum Kanton Évrecy.

## Geografie
Vacognes-Neuilly liegt etwa 16 Kilometer südwestlich von Caen. Umgeben wird Vacognes-Neuilly von den Nachbargemeinden Le Locheur im Norden und Nordwesten, Bougy im Norden und Nordosten, Évrecy im Osten und Nordosten, Sainte-Honorine-du-Fay im Süden und Südosten, Maisoncelles-sur-Ajon im Süden, Banneville-sur-Ajon im Südwesten, Landes-sur-Ajon im Westen sowie Val d’Arry mit Tournay-sur-Odon im Westen und Nordwesten.

## Geschichte
Vacognes-Neuilly wurde 1972 aus den beiden Gemeinden Vacognes und Neuilly-le-Malherbe gebildet.

## Bevölkerungsentwicklung
| Jahr                      | 1962 | 1968 | 1975 | 1982 | 1990 | 1999 | 2006 | 2013 |
| Einwohner                 | 255  | 246  | 273  | 332  | 414  | 412  | 476  | 519  |
| Quelle: Cassini und INSEE |      |      |      |      |      |      |      |      |

## Sehenswürdigkeiten
- Kirche Saint-Martin in Neuilly-le-Malherbe
- Kirche Saint-Sébastien in Vacognes
- Schloss Le Moustier, seit 1943 Monument historique

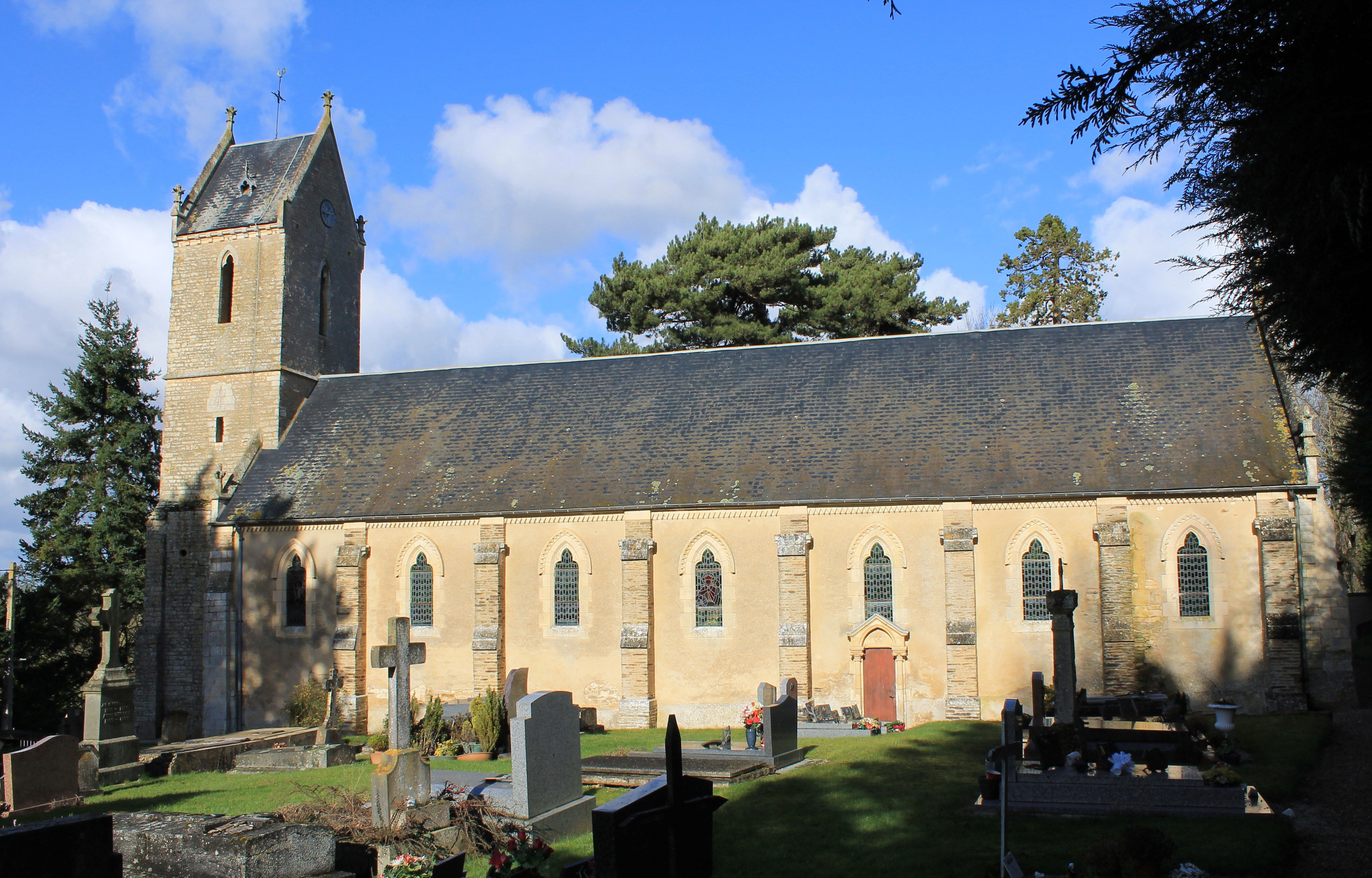
Kirche Saint-Martin
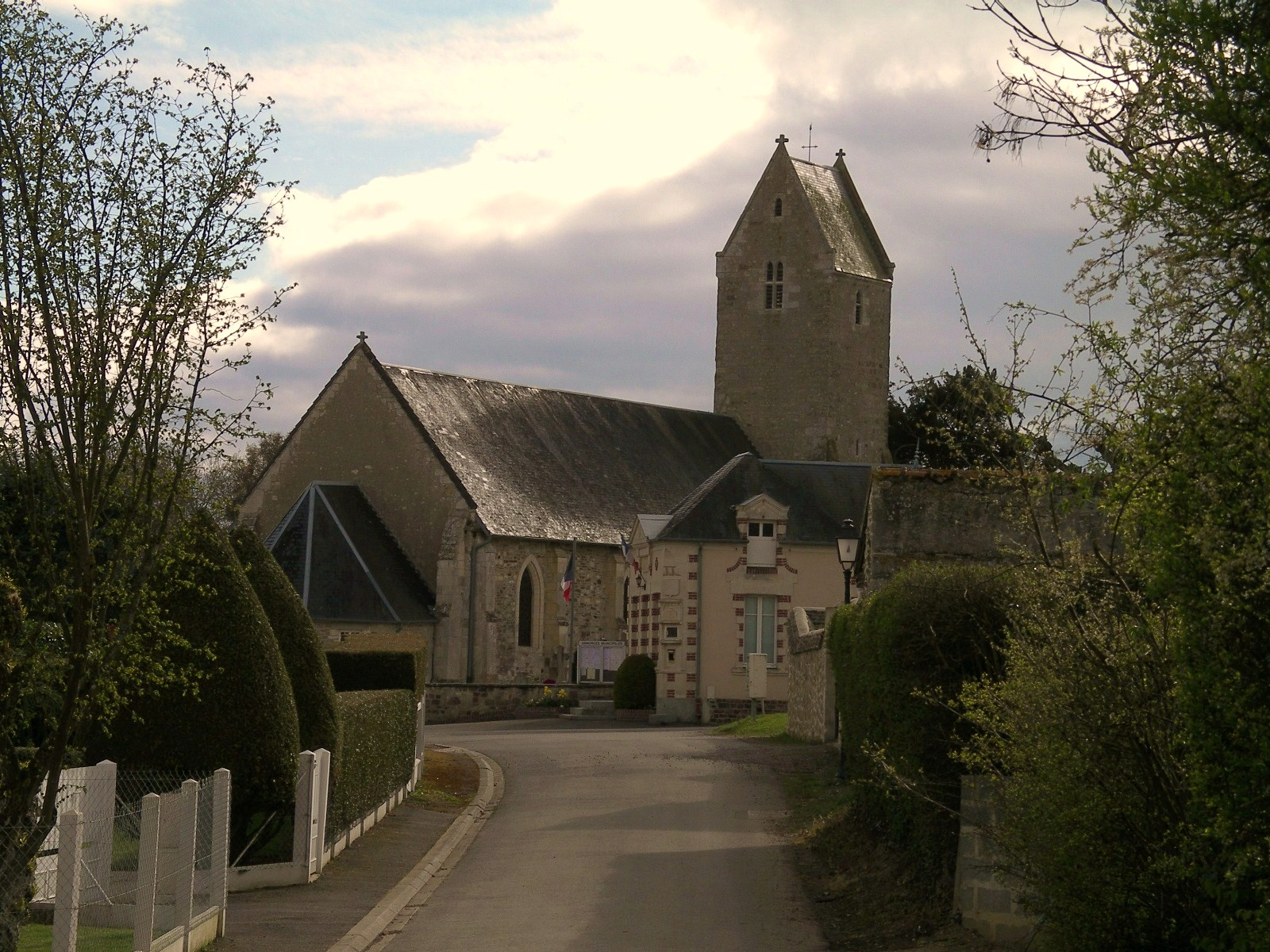
Kirche Saint-Sébastien

## Partnergemeinden
Mit der deutschen Gemeinde Johannesberg in Unterfranken (Bayern) seit 1990 besteht eine Partnerschaft.